# Otto Diels
Otto Paul Hermann Diels (ur. 23 stycznia 1876 w Hamburgu, zm. 7 marca 1954 w Kilonii) – niemiecki chemik, laureat Nagrody Nobla.

## Życiorys
Otto Diels urodził się w Hamburgu, ale gdy miał dwa lata, jego rodzina przeniosła się do Berlina. Tam uczęszczał do Joachimsthalsches Gymnasium (w latach 1882-1895), a następnie studiował na Uniwersytecie Humboldtów. W 1899 roku uzyskał stopień doktora chemii pod kierunkiem Hermanna Fischera. 
Po studiach podjął pracę na stanowisku asystenta na Uniwersytecie Humboldtów w Berlinie. W 1904 roku został tam wykładowcą,  w 1906 profesorem, a w 1913 kierownikiem zakładu. W 1915 przeniósł się do Kilonii, gdzie objął stanowisko profesora i dyrektora Instytutu Chemii na  Uniwersytecie Chrystiana Albrechta. Pracował tam do emerytury, na którą przeszedł w 1945 roku.

## Praca naukowa
Początkowo zajmował się chemią nieorganiczną. W 1906 roku uzyskał podtlenek węgla (dibezwodnik kwasu malonowego), opisał jego właściwości i wyznaczył skład chemiczny. Potem jego zainteresowania naukowe przesunęły się w stronę chemii organicznej. W 1927 roku opisał metodę dehydrogenacji związków heteroaromatycznych przy użyciu metalicznego selenu. Wykorzystał tę metodę do dehydrogenacji steroli, co pozwoliło na stwierdzenie, że ich szkieletem węglowodorowym jest ukłąd  3′-metylo-1,2-cyklopentenofenantrenu.
W 1928 roku, wraz ze swoim współpracownikiem (a przedtem studentem) Kurtem Alderem, opublikowali w Justus Liebigs Annalen der Chemie, artykuł opisujący reakcję cykloaddycji zachodzącą pomiędzy dienami, a podstawionymi alkenami. Reakcja ta pozwalająca na uzyskanie szeregu związków cyklicznych i bicyklicznych została nazwana reakcją Dielsa-Aldera. 

## Odznaczenia i nagrody
W 1950 roku został uhonorowany nagrodą Nobla wraz Kurtem Alderem za odkrycie i opracowanie metody syntezy dienów, zwanej reakcją Dielsa-Aldera. W 1952 otrzymał Krzyż Wielki Order Zasługi Republiki Federalnej Niemiec. 

## Życie prywatne
W 1909 roku ożenił się z Paulą Geyer. Mieli pięcioro dzieci: trzech synów i dwie córki. Dwóch z ich synów zginęło podczas II wojny światowej. 